# 富永倫子
富永 倫子（とみなが のりこ、1967年8月18日 - ）は、RKB毎日放送のアナウンサー・ラジオパーソナリティ・ディレクター

## 人物・履歴
福岡県福岡市出身。筑紫女学園高等学校を経て筑紫女学園短期大学を卒業して1990年入社。主にラジオ制作を中心に、テレビのナレーションなども担当。
RKBには短大生のときから出演していてラジオ番組『HiHiHi』のアシスタント集団「象足シスターズ」の一人。当時の名義は富永倫子（とみなが みちこ）。また、学生時代は自分を「りんこ」と呼んでいた。
どちらかといえば明るいキャラクターであり得意な松田聖子のものまねを毎年秋に催行されている「RKBラジオ祭り」でよく披露するが当時ラジオ番組にて共演している会社の先輩・安藤豊に「ハイ、ハイ」と一蹴されることが多かった。安藤とはレギュラー番組でも緊張関係にあった。
早くに結婚し中高生の息子2人を持つ母親。また公式プロフィールに記述しいている趣味・特技もまた多彩。親戚に声優の冨永みーながいる。実は涙もろい。2015年4月5日、「2015年3月下旬に離婚した」と担当番組「大庭宗一の博多熱風塾」にて発表。

## 現在の担当番組

### ラジオ
- 二丁目お茶の間劇場（月曜 18:00〜19:45）
- 電リクじゃんけん (土曜 08:00〜12:45)
- Toi toi toi（木曜担当 2024年4月〜）

### テレビ
テレビでは「RINCO」名義でナレーションにて登場する事が多い。

## 過去の担当番組

### ラジオ
- 開店! ウメ子食堂（月曜～金曜 9:00〜13:00、門馬良とパーソナリティをつとめる）
- RKB朝いちラジオ（月曜〜金曜 5:00〜5:20 6:30〜6:45）
- 大庭宗一の博多熱風塾（月曜〜木曜 23:25〜23:50）
- ボートレースライブ（文化放送制作）じょうもんアナウンサー（RKB毎日放送の超人気パーソナリティー）として出演。ゲストでは最多出演。
  - 2012年1月29日 16:30 - 16:55 ボートレースライブ第26回新鋭王座決定戦優勝戦実況中継 実況松島茂（文化放送アナウンサー）14局にて放送
  - 2012年6月24日 16:30 - 16:55 ボートレースライブ第22回グランドチャンピオン決定戦優勝戦実況中継 実況高橋将市（文化放送アナウンサー）25局にて放送
  - 2012年8月5日 20:30 - 20:55 ボートレースライブ第26回女子王座決定戦優勝戦実況中継 実況松島茂 10局にて放送
  - 2013年5月26日 16:30 - 16:55 ボートレースライブ第40回笹川賞　優勝戦実況中継 実況高橋将市 23局にて放送